# Ataque aéreo en Dedebit
El ataque aéreo en Dedebit ocurrió 7 de enero de 2022, cuando la Fuerza Aérea de Etiopía llevó a cabo un ataque aéreo contra un campamento para desplazados internos en la ciudad de Dedebit, en la región de Tigray, en Etiopía. Según los trabajadores humanitarios y el Frente de Liberación Popular de Tigray, 59 personas murieron y otras 30 resultaron heridas. El ataque aéreo ocurrió en el contexto de una campaña más amplia de ataques aéreos y bombardeos de los asentamientos de Tigray que dejaron 108 personas muertas.
Se informó que la mayoría de las víctimas se habían escondido en un campamento establecido dentro de una escuela en el momento del ataque.
Más tarde se reveló que el ejército etíope pudo haber comprado los drones de Turquía, ya que los drones utilizados eran Bayraktar TB2.
El 24 de marzo de 2022, Human Rights Watch solicitó al gobierno etíope que investigara el ataque aéreo, que describió como un crimen de guerra.